# 福岡県道597号三箇山山隈線
福岡県道597号三箇山山隈線（ふくおかけんどう597ごう みかやまやまぐません）は、福岡県朝倉郡筑前町を通る一般県道である。

## 概要
朝倉郡筑前町櫛木から朝倉郡筑前町山隈に至る。

### 路線データ
- 起点：福岡県朝倉郡筑前町櫛木（福岡県道438号白川桑曲線交点）
- 終点：福岡県朝倉郡筑前町山隈（山隈交差点、国道500号交点）

## 歴史
- 1959年（昭和34年）4月1日 - 福岡県告示第232号により、県道三箇山山隈線として路線認定される（当時の整理番号は384）[1]。

## 路線状況

### 重複区間
- 福岡県道77号筑紫野三輪線（朝倉郡筑前町三並・三並交差点 - 朝倉郡筑前町森山）

### 道路施設

#### 橋梁
- 老松橋（朝倉郡筑前町）
- 谷子橋（朝倉郡筑前町）
- 上高場橋（草場川、朝倉郡筑前町）

#### 道の駅
- 筑前みなみの里（朝倉郡筑前町、福岡県道77号筑紫野三輪線重複区間内）

## 地理

### 通過する自治体
- 朝倉郡筑前町

### 交差する道路
| 交差する道路                                     | 交差する場所 | 交差する場所      |
| ------------------------------------------------ | ------------ | ----------------- |
| 福岡県道438号白川桑曲線                          | 櫛木         |                   |
| 福岡県道77号筑紫野三輪線 重複区間起点            | 三並         | 三並交差点        |
| 福岡県道77号筑紫野三輪線 重複区間終点            | 森山         |                   |
| 国道386号 福岡県道・大分県道112号福岡日田線 重複 | 栗田         | 栗田交差点        |
| 福岡県道593号久光西小田線                        | 上高場       | 上高場南交差点    |
| 国道500号                                        | 山隈         | 山隈交差点 / 終点 |

### 交差する鉄道
- 甘木鉄道甘木線

### 沿線
- 夜須高原
- 栗田郵便局
- 朝倉記念病院 福岡県認知症医療センター
- 甘木鉄道甘木線 山隈駅